# Héctor Hernández Ortega
Héctor Hernández Ortega, mais conhecido como Litri (Valladolid, 23 de maio de 1991), é um futebolista profissional espanhol que atua como lateral-esquerdo e joga pelo Pontevedra.

## Carreira
Héctor Hernández Ortega começou a carreira no Real Zaragoza.